# Semiothisa peremptaria
Semiothisa peremptaria là một loài bướm đêm trong họ Geometridae.